# O Escarlate e o Negro
O Escarlate e o Negro é drama histórico de guerra americano de 1983 feito para a televisão dirigido por Jerry London, e estrelado por Gregory Peck e Christopher Plummer. Baseado no livro de J.P. Gallagher, The Scarlet Pimpernel of the Vatican (publicado em 1967), o filme conta a história de Monsenhor Hugh O'Flaherty, um padre católico irlandês da vida real que salvou milhares de judeus e fugitivos prisioneiros de guerra aliados em Roma. Foi dirigido por Jerry London. A CBS distribuiu mais de 500.000 roteiros de The Scarlet and the Black para alunos de escolas primárias e secundárias em todo o país, para serem lidos em voz alta em sala de aula para estimular o interesse dos alunos em inglês e história. O título O Escarlate e o Negro é uma referência não só à batina preta e faixa escarlate usadas pelos Monsenhor e bispos da Igreja Católica, mas também às cores dominantes dos trajes do Partido Nazista.

## Enredo
Em 1943, o exército alemão ocupa Roma. O Papa Pio XII encontra o General Max Helm e o Chefe da Polícia SS para Roma, Tenente Coronel Herbert Kappler. O coronel expressa preocupação de que prisioneiros aliados fugitivos possam tentar buscar refúgio no Vaticano e pede permissão para pintar uma linha branca na Praça de São Pedro, a fim de marcar a extensão da soberania do Vaticano. O Papa não protesta, mas quando os oficiais da SS vão embora, ele vê pela janela que a linha branca já havia começado a ser pintada.
Opondo-se a Kappler está o Monsenhor O'Flaherty, um padre do Vaticano nascido na Irlanda que dirige uma organização clandestina que fornece abrigo seguro e fuga para prisioneiros de guerra, judeus e refugiados em Roma. O'Flaherty é auxiliado neste empreendimento por outros, incluindo moradores locais, o clero e membros do corpo diplomático do Vaticano. Os nazistas tentam destruir o grupo, mas Kappler fica frustrado com os sucessos de O'Flaherty, devido à sua inteligência, disfarces e ao esticar os limites da neutralidade do Vaticano.
Confrontado com o fracasso contínuo, Kappler começa a desenvolver uma vingança pessoal contra O'Flaherty. Apesar dos esforços de O'Flaherty, Kappler consegue recapturar muitos prisioneiros de guerra fugitivos, deportar muitos judeus para campos de extermínio e explorar e oprimir a população em geral; vários amigos de O'Flaherty também são presos ou mortos. O'Flaherty é o próprio alvo de uma tentativa de assassinato instigada por Kappler, que no entanto falha devido às habilidades de boxe do Monsenhor. A organização de resgate continua operando e consegue salvar muitas vidas.
À medida que a guerra avança, os Aliados conseguem pousar na Itália e começam a superar a resistência alemã, finalmente rompendo e indo em direção à própria Roma. O coronel Kappler se preocupa com a segurança de sua família de partidários vingativos e, em uma reunião individual com O'Flaherty, pede-lhe para salvar sua família, apelando para os mesmos valores que motivaram O'Flaherty a salvar tantos outros. O Monsenhor, porém, recusa, negando-se a acreditar que, depois de tudo o que o Coronel fez e de todas as atrocidades pelas quais é responsável, ele esperaria misericórdia e perdão automaticamente sem arrependimento, simplesmente porque o pede e parte enojado.
Quando os Aliados entram em Roma em junho de 1944, Monsenhor O'Flaherty se junta à celebração da libertação e brinda sombriamente aqueles que não viveram para vê-la. Kappler é capturado em 1945 e interrogado pelos Aliados. No decorrer de seu interrogatório, ele é informado de que sua esposa e filhos foram contrabandeados para fora da Itália e escaparam ilesos para a Suíça. Ao ser questionado sobre quem os ajudou, Kappler percebe quem deve ter sido, mas responde simplesmente que não sabe.
O epílogo do filme afirma que O'Flaherty foi condecorado por vários governos aliados após a guerra. Kappler foi condenado à prisão perpétua, mas era visitado na prisão todos os meses por O'Flaherty, seu único visitante regular. Por fim, o ex-oficial da S.S. se converteu à fé católica e foi batizado pelo Monsenhor em 1959.

## Elenco
Funcionários do Vaticano
- Gregory Peck como Monsenhor Hugh O'Flaherty
- John Gielgud como Papa Pio XII
- Raf Vallone como Padre Vittorio
- Angelo Infanti como Padre Morosini
- Marne Maitland como Secretário Papal
- Stelio Candelli como Secretário de O'Flaherty
- Gabriella D'Olive como Madre Superiora

Pessoal da SS
- Christopher Plummer como SS - Obersturmbannführer Herbert Kappler
- Kenneth Colley como SS- Hauptsturmführer Hirsch (representando Erich Priebke) (como Ken Colley)
- Walter Gotell como SS- Obergruppenführer Max Helm (representando Karl Wolff)
- Michael Byrne como Reinhard Beck
- T.P. McKenna como Reichsführer Heinrich Himmler
- David Brandon como oficial SS

Pessoal Aliado
- John Terry como tenente Jack Manning
- Phillip Hatton como tenente Harry Barnett
- Mark Lewis como Cpl. Les Tate
- William Berger como US Intelligence Officer (como Bill Berger)
- Edmund Purdom como British Intelligence Officer / Epílogo Narrator (como Edmond Purdom)

Civis
- Barbara Bouchet como Minna Kappler
- Julian Holloway como Alfred West (John May)
- Olga Karlatos como Francesca Lombardo (representando Chetta Chevalier)
- Vernon Dobtcheff como Conde Langenthal (representando o Conde Demetris Sarsfield Salazar)
- Peter Burton como Sir D'Arcy Osborne
- Fabiana Udenio como Guila Lombardo
- Remo Remotti como Rabino Leoni
- Giovanni Crippa como Simon Weiss
- Billy Boyle como Paddy Doyle
- Itaco Nardulli como Franz Kappler
- Cariddi Nardulli como Liesel Kappler (como Carridi Nardulli)
- Alessandra Cozzo como Emilia Lombardo
- Cesarina Tacconi como mulher grávida
- Sergio Nicolai como oficial de fuzilamento
- Bruno Corazzari como Coalman
- Francesco Carnelutti como Cameriere Segreto

## Precisão histórica
Herbert Kappler passou de protestante a católico em 1949; no entanto, esse fato só se tornou conhecido em 1959.
Herbert Kappler foi fundamental na realização do massacre de Ardeatine, uma das piores atrocidades da Segunda Guerra Mundial em solo italiano. Sua sentença de prisão perpétua foi em grande parte relacionada a esse crime. Ele acabou sendo transferido para um hospital de prisão por causa de problemas de saúde. Foi lá que ele foi contrabandeado para fora em uma mala por sua esposa em 1977 (Kappler pesava menos de 45 quilos na época). Ele fugiu para a Alemanha Ocidental, onde morreu aos 70 anos em 1978.
O ator Christopher Plummer tinha 53 anos durante a produção do filme. Herbert Kappler tinha apenas 36 anos quando serviu como chefe de segurança da SS em Roma.
Monsenhor Hugh O'Flaherty era um verdadeiro padre nascido na Irlanda e oficial do Vaticano, responsável por salvar 6.500 judeus e prisioneiros de guerra aliados.

## Prêmios
O filme foi indicado ao Emmy na categoria Edição de Filme de Destaque para Série Limitada ou Especial.